# خاندان هوجو (شاخه آکاهاشی)
خاندان هوجو (شاخه آکاهاشی) (به ژاپنی: 赤橋流北条氏) شاخه ای از خاندان هوجو (شاخه گوکوراجی) از خاندان هوجو در دوره کاماکورا بود. مؤسس این خاندان ششمین شیکن هوجو ناگاتوکی دومین پسر هوجو شیگه‌توکی بود.
علاوه بر اینکه ناگاتوکی شیکن ششم شد، او آخرین شیکن، شیکن شانزدهم هوجو موریتوکی را نیز منصوب کرد.